# Berberodes impura
Berberodes impura là một loài bướm đêm trong họ Geometridae.